# Artery Recordings
Artery Recordings ist ein 2010 gegründetes Independent-Label aus Sacramento, Kalifornien.

## Geschichte
Das Label wurde im Jahr 2010 in Sacramento, Kalifornien als Tochterunternehmen von Razor & Tie Company und The Artery Foundation Management gegründet. Besitzer des Labels ist Eric Rushing, dem auch The Artery Foundation gehört. Bands wie Chelsea Grin, For the Fallen Dreams und Attila haben über Artery bereits ihre Alben veröffentlicht.
Attila-Frontsänger Chris Fronzak gründete seine eigene Plattenfirma, welche eng in Verbindung zu Artery Recordings steht. Die erste Band, die von dem Label unter Vertrag genommen wurde, ist die US-Pop-Punk-Band Old Again.
Im August des Jahres 2017 wurde bekannt, dass Artery Recordings von Warner Bros. Records für eine unbestimmte Summe übernommen wurde. Der bisherige Präsident des Unternehmens, Shan Dan Horan, sowie die komplette Besetzung der Mitarbeiter wurden nach der Übernahme durch Warner Bros. entlassen, wodurch die weitere Zukunft und musikalische Ausrichtung von Artery Recordings derzeit ungewiss ist.

## Bands

### Artery Recordings

#### Aktiv
| - Alesana - Attila - Capture the Crown - Chelsea Grin - Conquer Divide - Crystal Lake - Death of an Era - Early Seasons - For the Win - Four Letter Lie | - Fronzilla - Fuckface Unstoppable - Hearts & Hands - Hoods - Horseneck - I Declare War - Iwrestledabearonce - Kublai Khan - Myka, Relocate - Phinehas | - Silent Screams - Sirens and Sailors - Shoot the Girl First - Spoken - Steve Terreberry - Upon This Dawning - White Fox Society - Will Haven |

#### Ehemalig
| - A Bullet for Pretty Boy - Adestria (aufgelöst) - Austrian Death Machine (pausiert) - Built on Secrets (aufgelöst) - Buried in Verona (nun bei UNFD und Rise) - Bury Tomorrow (nun bei Nuclear Blast) - Casino Madrid (aufgelöst) - Close to Home - The Crimson Armada (aufgelöst) | - Dead Silence Hides My Cries - For the Fallen Dreams (nun bei Rise) - In Dying Arms - Incredible' Me - Scars of Tomorrow - Slaves - Unlocking the Truth - Vanna (nun bei Pure Noise) - Years Since the Storm |

### Stay Sick

#### Aktiv
- Enterprise Earth
- It Lives, It Breathes
- Old Again
- The Plot in You